# Huta Milowice
Huta Milowice – huta żelaza w Milowicach (obecnie dzielnica Sosnowca).

## Historia
Początki późniejszej huty to Walcownia Odlewów Żelaznych w Milowicach założona w latach 1882–1883 przez górnośląski koncern hutniczy Oberschlesische Eisenbahn-Bedarfs-Aktien-Gesellschaft, Gleiwitz, w imieniu którego działała spółka Milowicer Eisenwerk. Walcownia powstała na terenie Imperium Rosyjskiego, aby uniknąć płacenia wysokiego cła na wyroby żelazne eksportowane z terenu Cesarstwa Niemieckiego. W skład zakładu, występującego później pod nazwą huta „Aleksander”, wchodziły stalownia, młotownia i walcownia. Wyrabiano w nim stal martenowską, a także takie produkty jak sortowane żelazo, drut czy wiązania dla kolei. W końcu XIX wieku w hucie pracowało 562 pracowników, około 1910 r. było ich już 1480. Na początku XX wieku zakład posiadał już 8 wydziałów (pudlingarnia, stalownia, walcownia, druciarnia, gwoździarnia, kuźnia, oddział wyrobów kowalsko-wytłaczanych oraz oddział wyrobów podjazdowych). Od 1918 roku huta występuje już pod firmą Huta „Milowice”. Wśród wyrobów produkowanych w tym okresie znajdowały się między innymi bloki i rygle żelazne, stal na pociski, szyny, śruby, nakrętki, podkładki, młoty, oskardy i inne. W 1920 r. huta „Milowice” weszła w skład Zjednoczonych Zakładów Górniczo-Hutniczych Modrzejów-B. Hantke Spółka Akcyjna, razem z hutą „Staszic” i z hutą „Katarzyna” (od 1923). Firmowym produktem zakładów były butle stalowe dla gazów sprężonych, produkowane w jedynej wówczas w Polsce prasowni. Oprócz nich zakłady wytwarzały wyroby walcowane, kute i tłoczone oraz szeroki asortyment wyrobów stalowych (rury, blachy, druty i inne). W kolejnych latach powstały dwie nowe walcownie (1921) i cztery piece martenowskie (dwa 25-tonowe w 1921 oraz dwa 45-tonowe w 1927). W 1935 do koncernu „Modrzejów-Hantke” oprócz huty „Milowice” wchodziły huta „Katarzyna”, huta „Staszic”, Fabryka „Światowid”, Fabryka Warszawska (w Warszawie), huta „Częstochowa”, huta „Blachownia” i kopalnia „Konopiska”. W czasie II wojny światowej zakład został przejęty przez niemiecki koncern Berghütte, który zlikwidował wszystkie walcownie, a pozostałą część hal produkcyjnych przestawił na produkcję wojenną.

## Po II wojnie światowej
Po II wojnie światowej huta kontynuowała produkcję początkowo jako huta „Milowice”, później jako Zakład Wyrobów Kutych. Od lat 70 XX wieku przekształcona w Zakłady Przemysłu Precyzyjnego „Prema-Milmet” (produkującego m.in. butle do gazów technicznych, butle turystyczne i części maszyn włókienniczych), a następnie w Fabrykę Łożysk Tłocznych „Prema-Milmet”, Fabrykę Butli Technicznych „Milmet” SA i ostatecznie w Vitkovice Milmet S.A.. W 1996 r. „część łożyskowa” Fabryki Łożysk Tocznych „Prema – Milmet” została wykupiona przez amerykański „Timken Co.”.